# Opisthoscelis verrucula
Opisthoscelis verrucula är en insektsart som beskrevs av Walter Wilson Froggatt 1894. Opisthoscelis verrucula ingår i släktet Opisthoscelis och familjen filtsköldlöss. Inga underarter finns listade i Catalogue of Life.